# Pearl S. Buck
Pearl Sydenstricker Buck  (Hillsboro, Zapadna Virginia, 26. lipnja 1892. – Danby, Vermont, 6. ožujka 1973.), američka je spisateljica i prva Amerikanka koja je nagrađena Nobelovom nagradom za književnost. 
Roditelji su joj bili prezbiterijanski misionari, tako da je veliki dio svog djetinjstva, a i kasnijeg života provela u Kini. Najprije je naučila kineski jezik, a tek naknadno engleski.
Pisala je romane, pripovijetke i priče za djecu. U književnosti se javlja romanom "East Wind, West Wind", a njeno najpoznatije djelo je roman "The Good Earth" za koji je nagrađena Pulitzerovom nagradom. Napisala je i biografije svojih roditelja, "The Exile" i "The Fighting Angel".